# Dar Moqri
 (avril 2024).
La mise en forme du texte ne suit pas les recommandations de Wikipédia : il faut le « wikifier ».
Les points d'amélioration suivants sont les cas les plus fréquents. Le détail des points à revoir est peut-être précisé sur la page de discussion.
- Les titres sont pré-formatés par le logiciel. Ils ne sont ni en capitales, ni en gras.
- Le texte ne doit pas être écrit en capitales (les noms de famille non plus), ni en gras, ni en italique, ni en « petit »…
- Le gras n'est utilisé que pour surligner le titre de l'article dans l'introduction, une seule fois.
- L'italique est rarement utilisé : mots en langue étrangère, titres d'œuvres, noms de bateaux, etc.
- Les citations ne sont pas en italique mais en corps de texte normal. Elles sont entourées par des guillemets français : « et ».
- Les listes à puces sont à éviter, des paragraphes rédigés étant largement préférés. Les tableaux sont à réserver à la présentation de données structurées (résultats, etc.).
- Les appels de note de bas de page (petits chiffres en exposant, introduits par l'outil «  Source ») sont à placer entre la fin de phrase et le point final[comme ça].
- Les liens internes (vers d'autres articles de Wikipédia) sont à choisir avec parcimonie. Créez des liens vers des articles approfondissant le sujet. Les termes génériques sans rapport avec le sujet sont à éviter, ainsi que les répétitions de liens vers un même terme.
- Les liens externes sont à placer uniquement dans une section « Liens externes », à la fin de l'article. Ces liens sont à choisir avec parcimonie suivant les règles définies. Si un lien sert de source à l'article, son insertion dans le texte est à faire par les notes de bas de page.
- La présentation des références doit suivre les conventions bibliographiques. Il est recommandé d'utiliser les modèles {{Ouvrage}}, {{Chapitre}}, {{Article}}, {{Lien web}} et/ou {{Bibliographie}}. Le mode d'édition visuel peut mettre en forme automatiquement les références.
- Insérer une infobox (cadre d'informations à droite) n'est pas obligatoire pour parachever la mise en page.

Pour une aide détaillée, merci de consulter Aide:Wikification.
Si vous pensez que ces points ont été résolus, vous pouvez retirer ce bandeau et améliorer la mise en forme d'un autre article.
 (avril 2024).

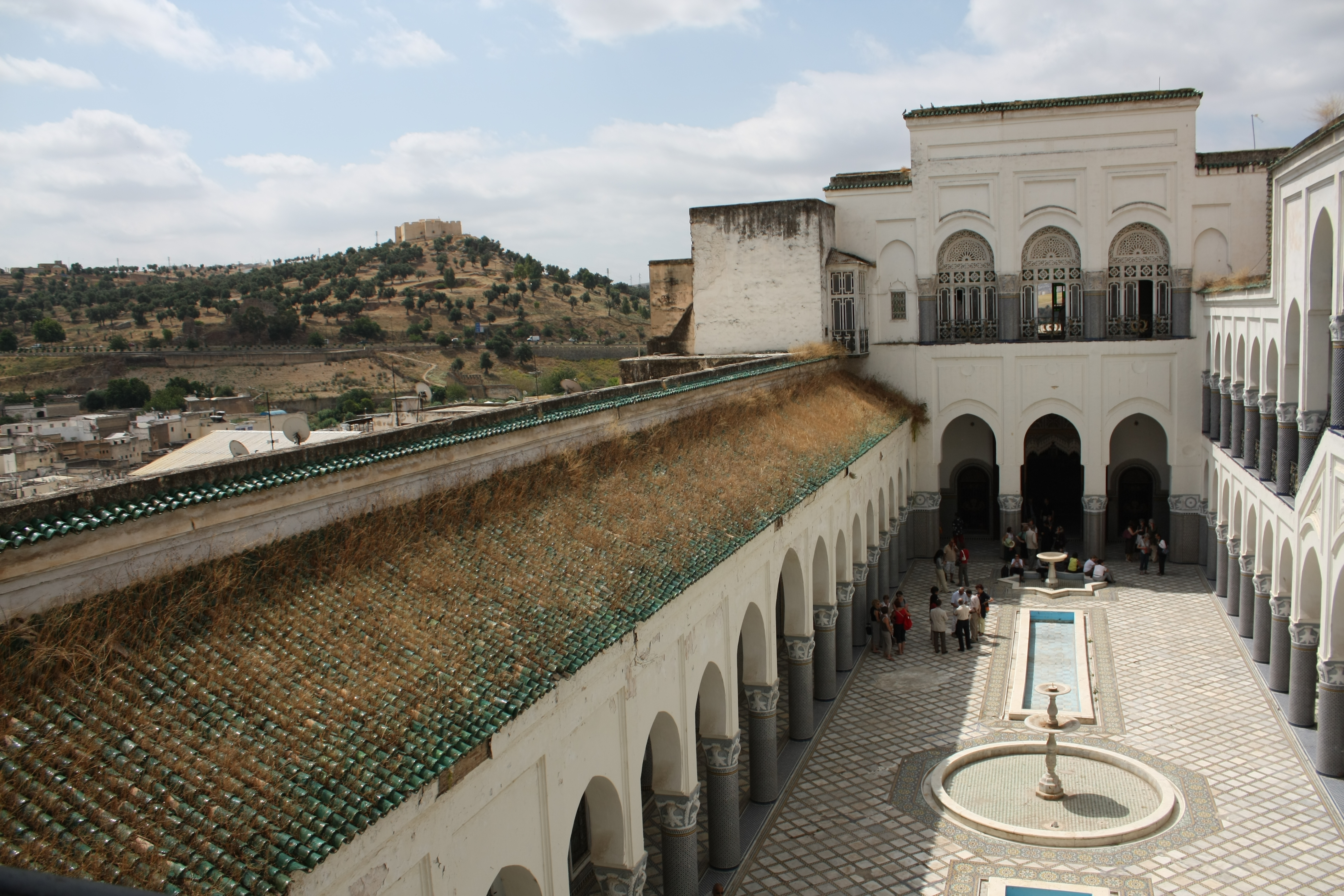
Dar Moqri, vue sur la cour de la maison sud construite par Si Tayb

Dar Moqri (aussi orthographié Dar al-Moqri ou Dar Mokri) est un domaine situé à Fes el-Bali, la vieille médina de Fès, au Maroc.
Datant de la fin du XIXe et du début du XXe siècle, cet ensemblearchitectural est érigé par la riche et influente famille Moqri. 
Le domaine se compose de deux résidences imposantes, construites séparément par des membres de la même lignée, mais adossées l'une à l'autre. Le premier palais, initié par Abdelsalam al-Moqri, aurait été plus tard amendé par son fils Muhammad. Outre son intérieur opulent, il se distingue par ses vastes jardins en terrasse.
Le second palais, appartenant à son petit-fils Si Tayb, possède une longue cour mêlant des détails italiens à une décoration traditionnelle marocaine. Par ailleurs, un palais distinct, connu sous le nom de Riad Driss Moqri, a été érigé plus au nord par le fils d'Abdelsalam, Si Dris.

## Contexte historique

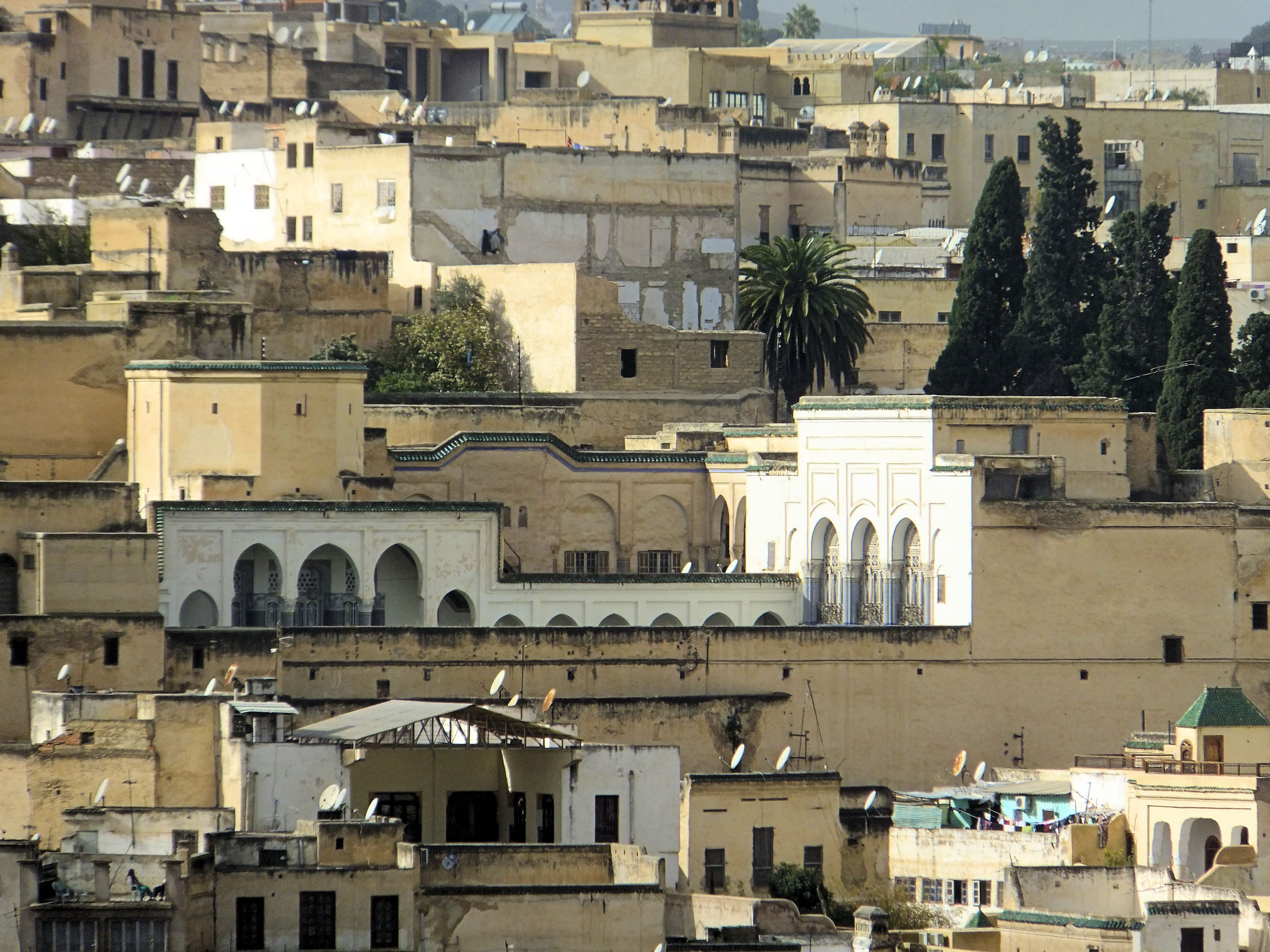
Dar Moqqri, vu du sud sur la skyline de la médina

La famille Moqri était une famille fortunée d'origine marchande qui s'éleva au sein du gouvernement royal (ou makhzen). Ils étaient originaires de Tlemcen, en Algérie, et immigrèrent au Maroc au début du XIXe siècle sous la direction de leur patriarche Abu Abdallah Muhammad al-Akhal, s'installant à Fès en 1805,,. Il eut trois fils, chacun dirigeant ensuite une branche majeure de la famille. L'un d'entre eux, Haj Abdesalam al-Moqri, accéda à des postes éminents sous le règne du Sultan Moulay Hassan. Il commença par travailler comme amin (magistrat ou secrétaire) au Funduq el-Jild sous la direction du secrétaire du Trésor de l'époque, Haj Bel-Madani Bennis,. C'est à cette époque qu'il commença la construction de son palais, le Dar Moqri. Des documents historiques du plan de la maison indiquent qu'elle existait ou était en construction en 1880. Il devint ensuite secrétaire des finances (amin al-mustafad) au Dar Adiyil (le trésor d'État à l'époque), puis secrétaire des constructions royales (amin bina' malaki). En tant que secrétaire des constructions royales, il fut chargé par Moulay Hassan de superviser la construction des palais Dar al-Makina, Dar Batha et Dar al-Baida. Il fut également chargé en 1889 de résoudre les problèmes d'approvisionnement en eau de l'Oued Fès. Ces responsabilités lui conférèrent un prestige et une importance considérables, lui permettant de construire une grande demeure pour lui-même. La taille et la richesse de la résidence reflètent la fortune de sa famille à l'époque. Une inscription dans la maison mentionne la date de 1901-02, probablement indiquant une rénovation majeure à cette époque.

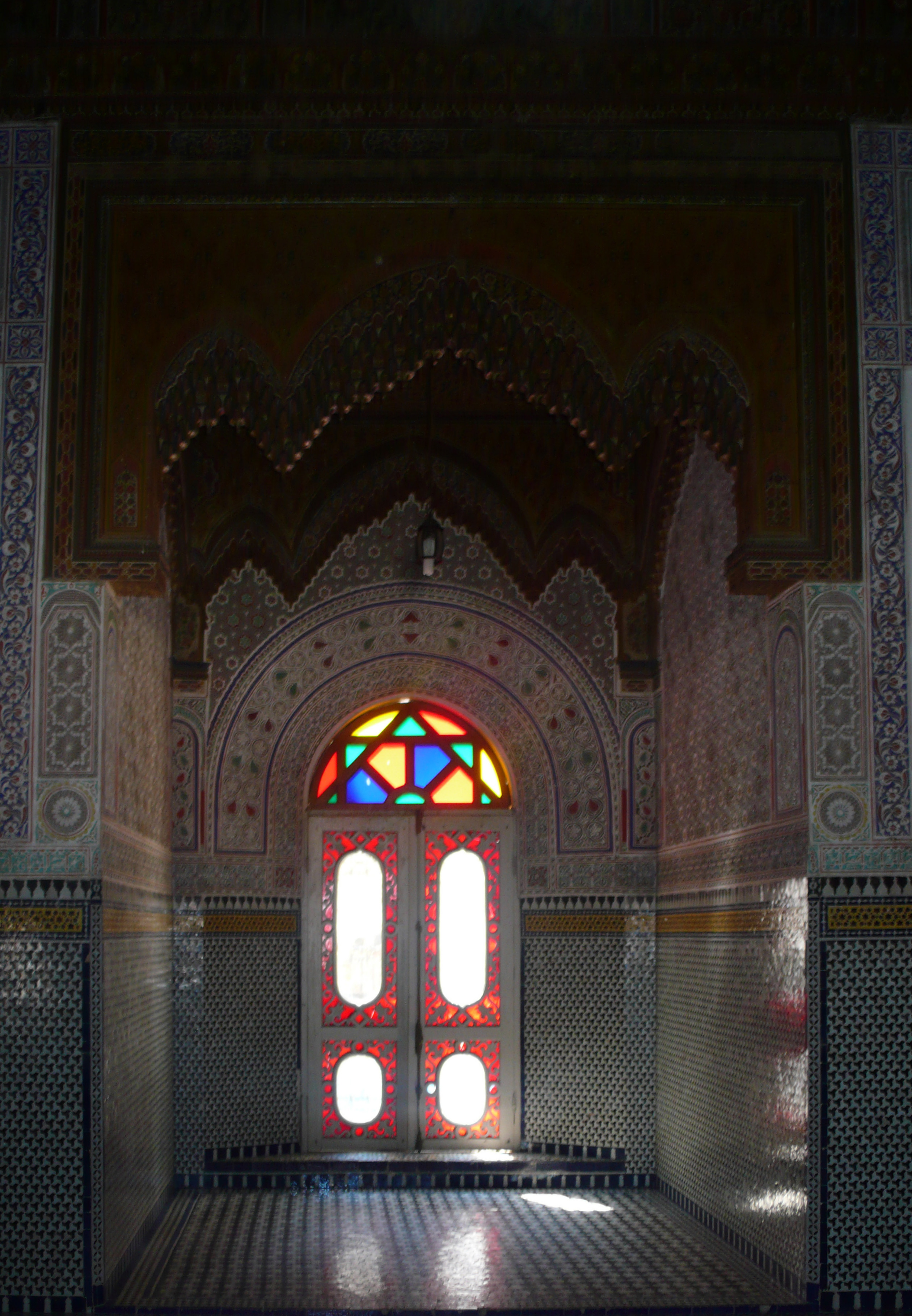
Chambre ornée du Riad Driss Moqri, le manoir du frère de Muhammad al-Moqri, situé plus au nord de Dar Moqri

Abdelsalam s'éteignit à l'âge de 75 ans en 1905, laissant trois fils : Hajj Muhammad, Si Dris et Si Ahmad. Muhammad al-Mokri assista puis succéda à son père en tant que secrétaire des constructions royales avant de devenir secrétaire chargé des marchés et des échanges (amin al-shukara). En 1905, il accéda au poste de grand vizir sous le règne du Sultan Abdelaziz. Vers cette époque, les familles Glaoui et Moqri devinrent les deux familles les plus importantes du Maroc (à l'exception de la famille royale), se partageant la plupart des postes gouvernementaux importants entre elles. Pendant cette période, seul le chef le plus éminent de la famille Moqri résidait dans le palais principal du Dar Moqri. Muhammad al-Moqri devint finalement l'une des figures les plus importantes de l'histoire moderne du Maroc. Il fut grand vizir sous le règne du Sultan Abd al-Hafid lorsque le Protectorat français fut imposé au Maroc en 1912 et conserva ce poste sous les successeurs formels d'Abd al-Hafid tout au long de la période de 44 ans de domination coloniale française, jusqu'après l'indépendance marocaine en 1956. Il s'éteignit en 1957, à l'âge de 105 ans. Pendant son mandat, l'un de ses fils, connu sous le nom de Si Tayb, servit en tant que délégué du ministre des finances. C'est lui qui construisit un second manoir attenant au palais principal de la famille vers le sud-est, avec une longue cour et des détails d'inspiration italienne. Son frère, Si Dris, servit en tant que muhtasib de Fès. Il possédait une bibliothèque et fit construire son propre manoir luxueux, également connu sous le nom de "Riad Driss Moqri", situé séparément dans le quartier d'Oued Sawwafin (également orthographié Oued Swafin ou Oued Souafine) plus au nord.
À noter : La chronologie exacte de la construction du principal palais Dar Moqri est difficile à établir, mais il est possible qu'il ait été achevé dans sa forme actuelle au début du XXe siècle par Muhammad al-Moqri.

## Emplacement
Le Dar Moqri s'érige au cœur du quartier autrefois nommé al-'Uyun ("les Sources"), aujourd'hui désigné sous le nom de quartier Ziat ou Ziyat. Jusqu'au XIXe siècle, cette zone se distinguait par ses jardins luxuriants et ses espaces ouverts propices à la construction, attirant ainsi l'édification de plusieurs nouvelles demeures par les familles les plus aisées. Le bienfaiteur d'Abdelsalam al-Mokri, Bel-Madani Bennis, avait déjà érigé un palais (qui n'est malheureusement plus préservé) dans ce quartier, lorsque Abdelsalam entama la construction de sa propre résidence. La famille Glaoui ainsi que la famille al-Tazi firent également ériger leurs palais respectifs (Dar Glaoui et Dar Tazi) dans le même quartier, à proximité. Ces deux demeures subsistent encore de nos jours.

## Architecture
Le palais est reconnu comme l'un des plus beaux exemples d'architecture domestique de la fin du XIXe et du début du XXe siècle à Fès. S'étendant sur deux hectares et demi ou un hectare, sa disposition et sa forme se distinguent quelque peu des autres demeures marocaines de l'époque, notamment par rapport à l'architecture plus classique de ses contemporains proches, tels que le Dar Glaoui et le Dar al-Tazi. Il est structuré autour de deux sections - la maison principale et la zone du jardin - avec deux axes distincts, plutôt qu'un seul axe principal avec des structures symétriques de part et d'autre.
Le vaste jardin au nord est divisé en trois terrasses offrant une vue imprenable sur la ville. La terrasse la plus basse de ce jardin est plus grande que les autres et est divisée en quatre parties par deux chemins se croisant et une fontaine centrale, rappelant ainsi les jardins traditionnels des riads. Les jardins sont agrémentés de grands cyprès ainsi que de divers autres arbres et plantes. Plusieurs petites structures et kiosques sont construits autour des bords des jardins. L'un d'eux était à l'origine un pavillon de musique tandis qu'un autre était autrefois un hammam (bain public), mais tous deux ont aujourd'hui été réaménagés.
Le complexe résidentiel principal au sud se compose de deux cours principales, chacune entourée d'une série de pièces réparties sur deux étages. Il y a au moins cinquante pièces au total, comprenant des chambres d'amis, des hammams privés, des cuisines, des écuries et des espaces de stockage. Parmi les deux cours principales, celle du nord est plus petite et rectangulaire, tandis que celle du sud est plus grande et présente une forme quadrilatérale irrégulière. La cour nord et ses sections adjacentes sont probablement plus anciennes que la section sud et correspondraient ainsi à la maison initialement construite par Abdelsalam al-Moqri à la fin du XIXe siècle. La cour du sud a probablement été construite plus tard, dans la première moitié du XXe siècle.
La cour nord est agrémentée d'une fontaine centrale avec un bassin d'eau en forme d'étoile à huit branches. Contrairement aux autres cours traditionnelles des maisons marocaines, il n'y a pas de galeries sur aucun des côtés. Un imposant auvent en bois, richement sculpté de motifs géométriques et de frises en muqarnas, s'étend vers l'intérieur depuis la partie supérieure des quatre murs pour former un grand puits de lumière. Dans le mur nord-ouest de la cour se trouve une grande alcôve (semblable à un iwan) contenant une grande fontaine murale couverte de zellij (mosaïque) riche en motifs d'étoiles rayonnantes. La fontaine est abritée sous un plafond en muqarnas. De grandes portes doubles occupent le centre des trois autres côtés de la cour et donnent accès à de grandes chambres richement décorées. D'autres petites portes situées dans les coins de la cour permettent d'accéder aux différentes ailes de la maison. L'aile nord-est est occupée par une grande chambre ouvrant depuis la masriya à deux étages ou salle de réception pour les invités, tandis qu'à l'étage se trouve une salle couverte d'un grand dôme en bois qui a probablement été ajouté à une période ultérieure après la construction du palais original. Aujourd'hui, la masriya est indépendante du reste du palais et s'ouvre sur une rue différente. L'aile nord-ouest est occupée par un passage d'entrée, un escalier et une grande cuisine au rez-de-chaussée, tandis qu'à l'étage se trouve une grande salle couverte d'un petit dôme en bois orné, avec d'autres chambres autour. Cet étage supérieur a pu servir de maison d'hôtes. L'aile sud-ouest est située à l'étage supérieur et constitue l'ancien hammam du palais, aujourd'hui réaménagé en appartement séparé. L'aile sud-est se compose de plusieurs chambres au rez-de-chaussée et à l'étage supérieur. L'étage supérieur comprend une salle rectangulaire richement décorée et couverte d'un grand plafond en bois de type berchla (ou bershla). Cette aile permet d'accéder à la grande cour sud, flanquée de plus de chambres et de structures, bien que leur architecture soit moins remarquable que celle des parties nord du palais.
La demeure de Si Tayb al-Moqri est distincte du palais plus ancien des Moqri mais lui est directement accolée au sud-est. Elle est centrée autour d'un long patio rectangulaire entouré d'une galerie à deux étages sur trois côtés et d'une arcade à un étage sur un côté. Elle est ornée de marbre et de carreaux de faïence, de bassins d'eau en forme d'étoile, de fontaines en marbre blanc, de zellij, de stuc sculpté et de plafonds en bois sculpté. La maison aurait été conçue par un architecte italien et présente ainsi des traces d'influence européenne, notamment des motifs italiens classiques apparaissant dans les chapiteaux sculptés des colonnes autour du patio.